# Примадонна (песня)
«Примадонна» — песня Аллы Пугачёвой, посвящëнная актрисе Людмиле Гурченко. Также 32-й сингл Пугачёвой, выпущенный в 1997 году в России фирмой «Extraphone». С этой песней Пугачёва выступила на конкурсе песни «Евровидение-1997» в Дублине. По результатам голосования песня заняла 15-е место из 25, получив 33 балла.

## Авторы
- Текст: Алла Пугачёва
- Музыка: Алла Пугачёва

## Релизы
- 1997 Сингл (Sintez Records).
- 1997 Студийный трибьют-альбом «Сюрприз от Аллы Пугачёвой».
- 1998 Альбом «Да!» (Extraphone). На этом альбоме была записана версия на французском языке (перевод Мишель Ривгош, Франция).

## Интересные факты
- На «Евровидении» песня «Примадонна» была исполнена на русском языке. Годом позже, на альбоме «Да!», Алла Пугачёва представила вариант песни и на французском языке.
- Помимо певца Валерия Меладзе, эту песню пел другой исполнитель Николай Носков, только для его альбома Паранойя.
- После выхода песни «Примадонна» за Аллой Пугачёвой закрепилось неофициальное звание «Примадонна» или «Прима».
- В эфире телепрограммы «Достояние республики» (эфир 30 декабря 2010 года) Алла Пугачёва заявила, что эта песня была посвящена Людмиле Гурченко, которая была приглашена на съёмки клипа[1] (режиссёр — Фёдор Бондарчук)[1].